# Hôtel de Villeroy (Paris, 1. Arrondissement)

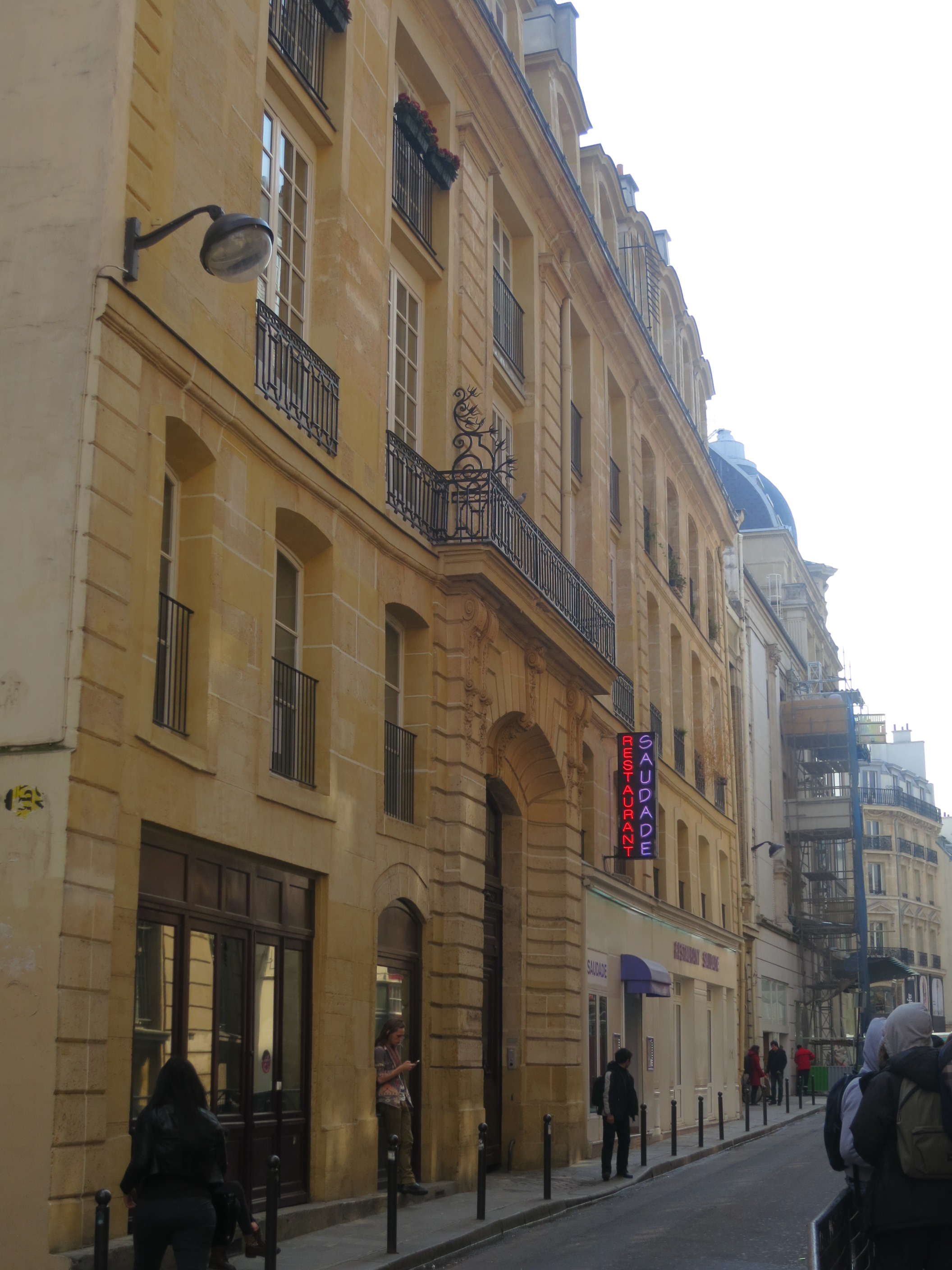
Hôtel de Villeroy

Das Hôtel de Villeroy, auch Hôtel de la Poste oder Hôtel de Villeroy Bourbon genannt, ist ein Privathaus in der Rue des Bourdonnais 34 im 1. Arrondissement von Paris. Es hat einen zweiten Eingang von der Rue des Déchargeurs 9 aus.
Es gehört zu den wenigen aristokratischen Häusern, die im Südwesten des Quartier des Halles erhalten geblieben sind, das Ende des 16. und Anfang des 17. Jahrhunderts in ein dichtes Netz von Bürger- und Volkshäusern eingebettet war. Seine Ehrentreppe hat ihren ursprünglichen Charakter bewahrt. Das 1984 unter Denkmalschutz gestellte Gebäude beherbergt heute Wohnungen und das Ausstellungszentrum „Crémerie de Paris“.

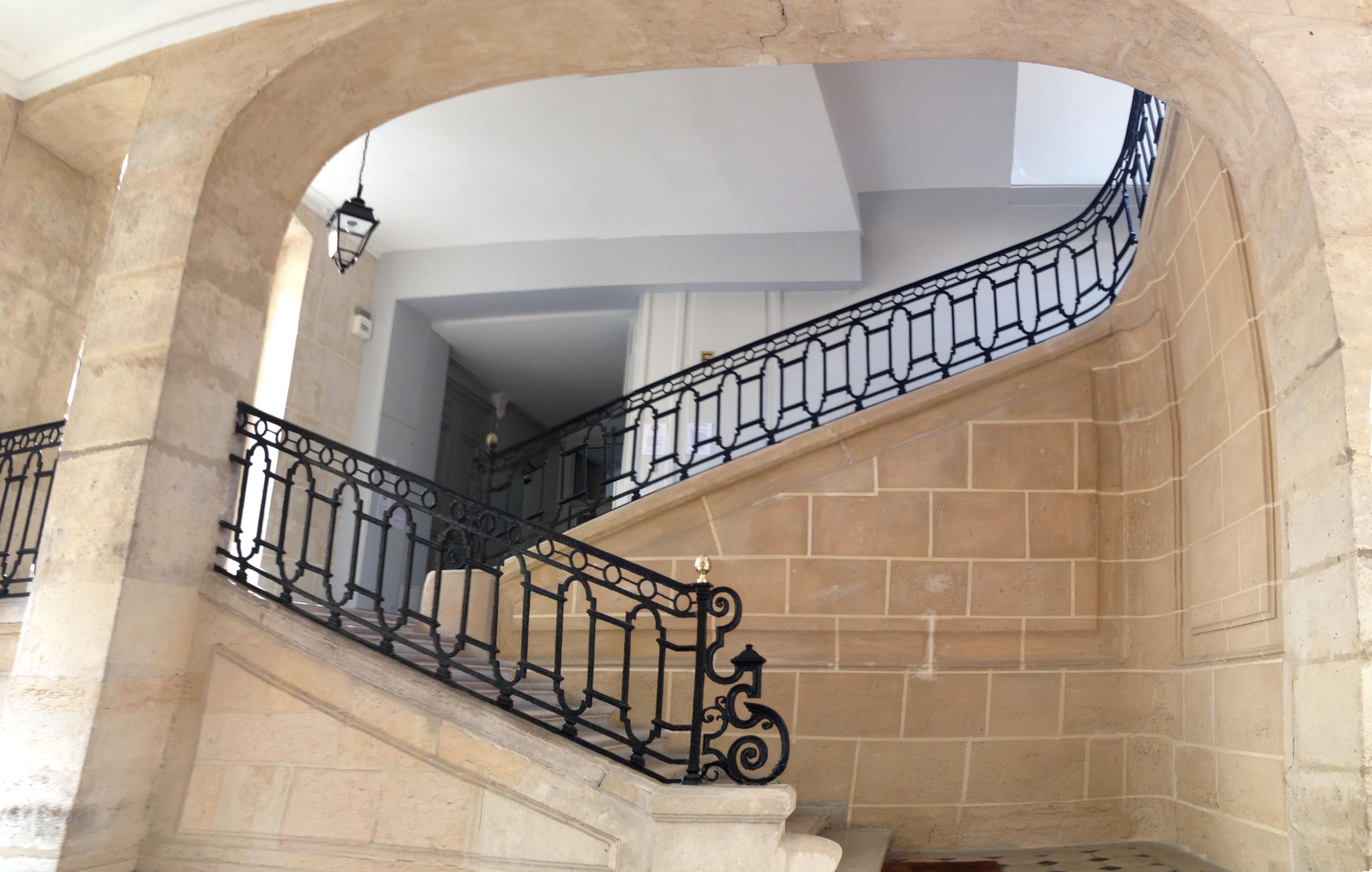
Die Ehrentreppe des Hôtel de Villeroy

## Geschichte

### Hôtel de Villeroy Bourbon
Das Hôtel de Villeroy ist eng mit der Geschichte der Familie Neufville de Villeroy und der Geschichte des Königreichs Frankreich verbunden.
Die ersten Gebäude wurden um 1370 auf der Seite der Rue des Bourdonnais errichtet. Unter Nicolas IV. de Neufville de Villeroy (der einer der wichtigsten Minister des französischen Königreichs war) wurde das Gebäude nach und nach verschönert und zu einem wichtigen Ort der Literatur. Sein Enkel, Nicolas de Neufville de Villeroy, Marschall von Frankreich, ließ es abreißen und dann 1640 auf den alten Kellern das heutige Hôtel de Villeroy neu errichten. Es grenzte zur Zeit seines Baus an die Rue de la Limace, die 1868 abgerissen wurde, um die Rue des Halles zu schaffen. Der Name des Architekten ist heute unbekannt.
Nicolas de Neufville wurde am Hof von König Ludwig XIII. erzogen und nach dessen Tod Erzieher des jungen Ludwig XIV. Der König und sein Bruder Philippe d’Orléans lebten damals im Palais Royal, gingen aber oft ins Hôtel de Villeroy, um dort mit den Kindern von Nicolas de Neufville, Catherine und François de Neufville de Villeroy, zu spielen, wodurch eine lebenslange Freundschaft zwischen dem König und François de Neufville entstand. In seinem Testament ernannte Ludwig XIV. ihn daher zum Erzieher seines Nachfolgers, seines Urenkels, des späteren Ludwig XV.
Ein Zeichen für die Anwesenheit von Nicolas de Villeroy, dem 5. seines Namens, ist die in das Geländer der Ehrentreppe geschmiedete Zahl „5“, die um 1908 von Eugène Atget fotografiert wurde und in den 1920er Jahren die Modedesignerin Coco Chanel faszinierte. Das Geländer existiert noch heute.
Die Familie de Villeroy verkauft das Hotel 1671 an die Posthalterfamilien Pajot und Rouillé.

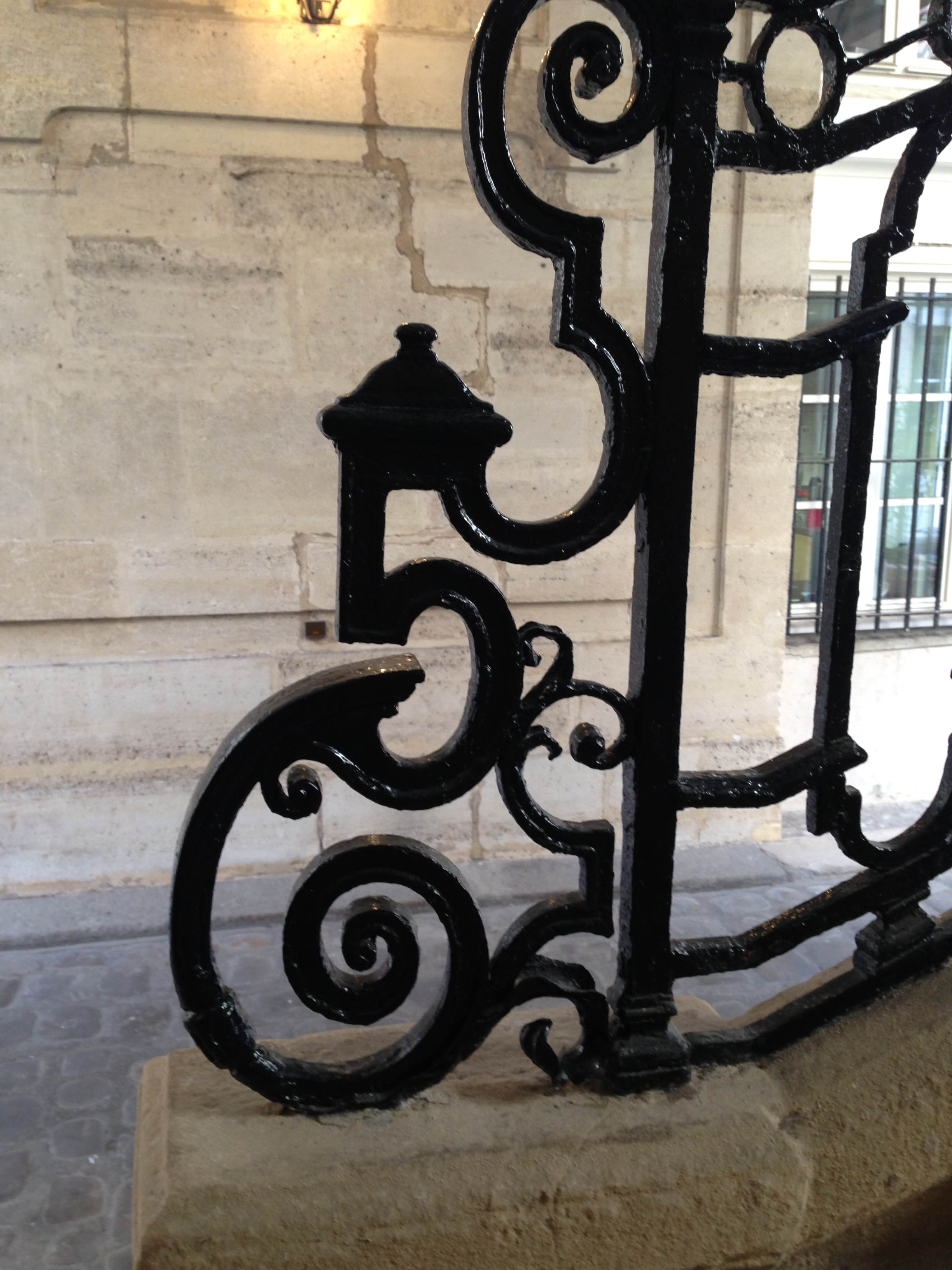
Eine der beiden Fünfen, die sich im Geländer der Ehrentreppe befinden

### Hôtel de la Poste et Crèmerie de Paris
Von 1689 bis 1738 beherbergte das Hotel das erste Büro der Ferme générale des Postes. Dort befand sich ein Cabinet noir, in dem König Ludwig XV. Einsicht in bestimmte Briefsendungen nahm.
Als das Kaufhaus À la Belle Jardinière Eigentümer wurde, wurde 1870 in der Rue des Déchargeurs eine Molkerei (crèmerie) eingerichtet, der Rest des Gebäudes diente zur Lagerung von Lebensmitteln, die in den benachbarten Hallen verkauft wurden.
Beim Abriss der Hallen (1971) war das Gebäude baufällig und drohte einem großen Parkplatz weichen zu müssen. Auf Initiative einer Privatperson wurde es in letzter Minute vom Kulturminister geschützt, der es im Dezember 1984 in das Inventar der historischen Denkmäler aufnahm und anschließend renovieren ließ.
Im Jahr 2011 wurde der Ort in Erinnerung an seine frühere Tätigkeit in ein Ausstellungszentrum, La Crémerie de Paris, umgewandelt.